# Seigneurie de Roques
La Seigneurie de Roques était au Moyen Âge une seigneurie située à Ascq. C'était la plus importante de la paroisse ; les seigneurs de Roques se qualifiaient parfois de seigneurs d'Ascq.
Administrativement, elle était membre de l'échevinage d'Annappes, dans le quartier du Mélantois (dont le chef lieu est Cysoing) de la châtellenie de Lille.

## Emplacement de la ferme de Roques
Il ne reste plus rien de la ferme de Roques depuis 1918. Elle se trouvait à 200 mètres environ de la rue Colbert à Ascq (route d'Ascq à Forest-sur-Marque), près du talus où passait autrefois la ligne de chemin de fer Somain-Orchies Tourcoing, à proximité de l'intersection entre les lignes Lille-Orchies et Lille-Tournai.
Les bâtiments formaient un quadrilatère, avec habitation, écurie, étables, bergerie, granges. Un donjon carré surplombait la porte d'entrée. La ferme était entourée d'eau et possédait un pont-levis à l'entrée.
Le donjon était visible vers 1910 ; les traces du pont-levis vers 1930 et la motte et le fossé étaient encore visibles en 1950.

## Histoire
La seigneurie de Roques se transmet dans la famille de Roques, puis passe par mariage à la famille de la Cauchie et la famille de Voogt.
La seigneurie de Roques a été vendue en 1683 à Martin Jacobs, secrétaire du roi au parlement de Flandre, seigneur de Vertain etc. par Charles-Jacques de Voogt, écuyer, fils et hériter de Jacques de Voogt, seigneur de Zonebecque et d'Anne de la Cauchie. Martin Jacobs s'est ensuite qualifié de « seigneur d'Ascq », ce que le bureau des finances refusa de reconnaître en 1694,.
La seigneurie passe ensuite par mariage à Joseph Pierre Bady et François Balthazar Joseph Guilain, comte de Sainte-Aldegonde.
En 1793, la ferme de Roques est confisquée par les révolutionnaires et mise en vente. Jean-Baptiste Libert, fermier d'Ascq, acheta la ferme. Il la rendit plus tard à son ancien propriétaire le comte de Sainte-Aldegonde, mais ce dernier étant ruiné, il lui abandonna ses terres pour un prix modique et Libert y resta. La ferme passa ensuite aux frères Florentin et Louis Droulers, puis Pierre Brabant-Vandamme.
Pendant la Première Guerre mondiale, la ferme de Roques sert de dépôt de munitions pour les Allemands et est souvent bombardée. Le donjon, qui survécut le dernier, s'écroula par l'ébranlement de la chute d'un avion de bombardement dans le bois à 400 mètres de là.

## Seigneurs de Roques
- Wautier de Roke (vers 1273) ;
- Nicolas de Roques, époux de Marie Petitpas (veuve en 1334) ;
- Jean, sire de Roques, chevalier (vers 1388) ;
- Guillebert de Roques (vers 1417), écuyer, époux de Catherine alias Marie de la Barre, fille de Tiercelet et de Jeanne de Cuinghem ;
- Alard de Roques, écuyer (vers 1447) ;
- Jacques de la Cauchie, chevalier, seigneur de la Rebreuve, de Monsorel etc., époux de Catherine de Roques, héritière de Roques ;
- Adrien de la Cauchie, écuyer, seigneur de la Rebreuve, de Monsorel, de Roques etc. allié à Antoinette de Recourt de Lens et de Licques.
- Philippe de la Cauchie (mort en 1595), écuyer;
- Philippe de la Cauchie, fils du précédent ;
- Claude de la Cauchie, écuyer, époux de Marie Vander Gracht ;
- Philippe de la Cauchie, fils de Claude, écuyer, religieux de la Compagnie de Jésus (vers 1622) ;
- Jacques de Voogt, écuyer, seigneur de Zonebecques, époux d'Anne de la Cauchie, fille de Claude ;
- Charles-Jacques de Voogt (entre 1657 et 1683) ;
- Martin Jacobs (vers 1683), secrétaire du roi au parlement de Flandre, seigneur de Vertain etc. ;
- Joseph Pierre Bady, écuyer, seigneur d'Aimeries et Pont, époux de Marie Albertine Amélie Jacobs (morte en 1795) ;
- François Balthazar Joseph Guilain, comte de Sainte-Aldegonde, époux de Marie Albertine Amélie Bady (1739-1826).

## Possession de la seigneurie et hommages
La Seigneurie de Roques comprenait tout d'abord « un manoir sur motte, herse et jardin entourés d'eau avec pont-levis ; 30 bonniers et 11 cents de terres tenant au chemin menant du Triez de Roques au Quesne Rabonne ». Il comptait de plus une prairie dans la paroisse Saint Pierre à Lille (consistant en « la maison de Berlettes »). Finalement, ce fief possédait des rentes sur divers héritages d'Ascq, d'Annappes et de Flers, les plaids généraux trois fois par an et quinze hommages dont :
- La Croix d'Annappes, à Flers,  contenant un manoir près du Recueil ;
- La Tour, à Flers, sur la piedsente de Canteleu à l'église de Flers, près du petit marais et de la cense de La Haye[3] ;
- Biache ou Vertain, à Ascq, traversé par la Croix de Villiers (intersection de la route de Lannoy à Seclin, et du Pron à l'église d'Ascq) à l'église d'Ascq ;
- Le Camp d'Anstaing à Ascq, au Triez Barrois, sur le chemin d'Ascq au Grand-Marais, occupé originellement par Jean du Metz, chevalier, seigneur d'Anstaing ; puis les familles de Louvignies et de Croix (XVIIe siècle).
- La Motte, à Ascq, tenant au fief de Roques, au chemin du Pisre d'Ascq et au fief de ka Viache et à la Cense de la Cavée ; ayant notamment appartenu à la famille bourgeoise lilloise Deliot (XVIe siècle) ;
- Villers, à Ascq, tenant au chemin de la Croix d'Ascq à Anstaing et au chemin de Villers ;
- L'Hommelet, à Ascq, fief ;
- Englemoustier, tenu de la Motte à Ascq, ayant appartenu aux seigneurs du Breucq à Flers, notamment Isabeau de Rhodes, épouse de Jean de Ghistelles, puis Gérard de Ghistelles, Jean de Ghistelles ; Pierre de Roubaix épouse de Marguerite de Ghistelles et le fief d'Englemoustier passe aux seigneurs de Roubaix.
- Le Quesne, à Flers.
- Beuvères dans la paroisse éponyme.

## Armoiries
Les armoiries des seigneurs de Roques se retrouvent sur la porte du presbytère de Camphin-en-Pévèle avec la devise : « E rupe salus ».
| Armes d'Ascq | Le seigneur d'Ascq portait : « D'or à la fasce d'azur, au sautoir de gueules brochant sur le tout ». |